# Hägenlammstjärnarna
Hägenlammstjärnarna är en sjö i Ljusdals kommun i Hälsingland och ingår i Ljusnans huvudavrinningsområde. Hägenlammstjärnarna ligger i Hägenlammsmyran Natura 2000-område.